# Харківський державний музичний ліцей

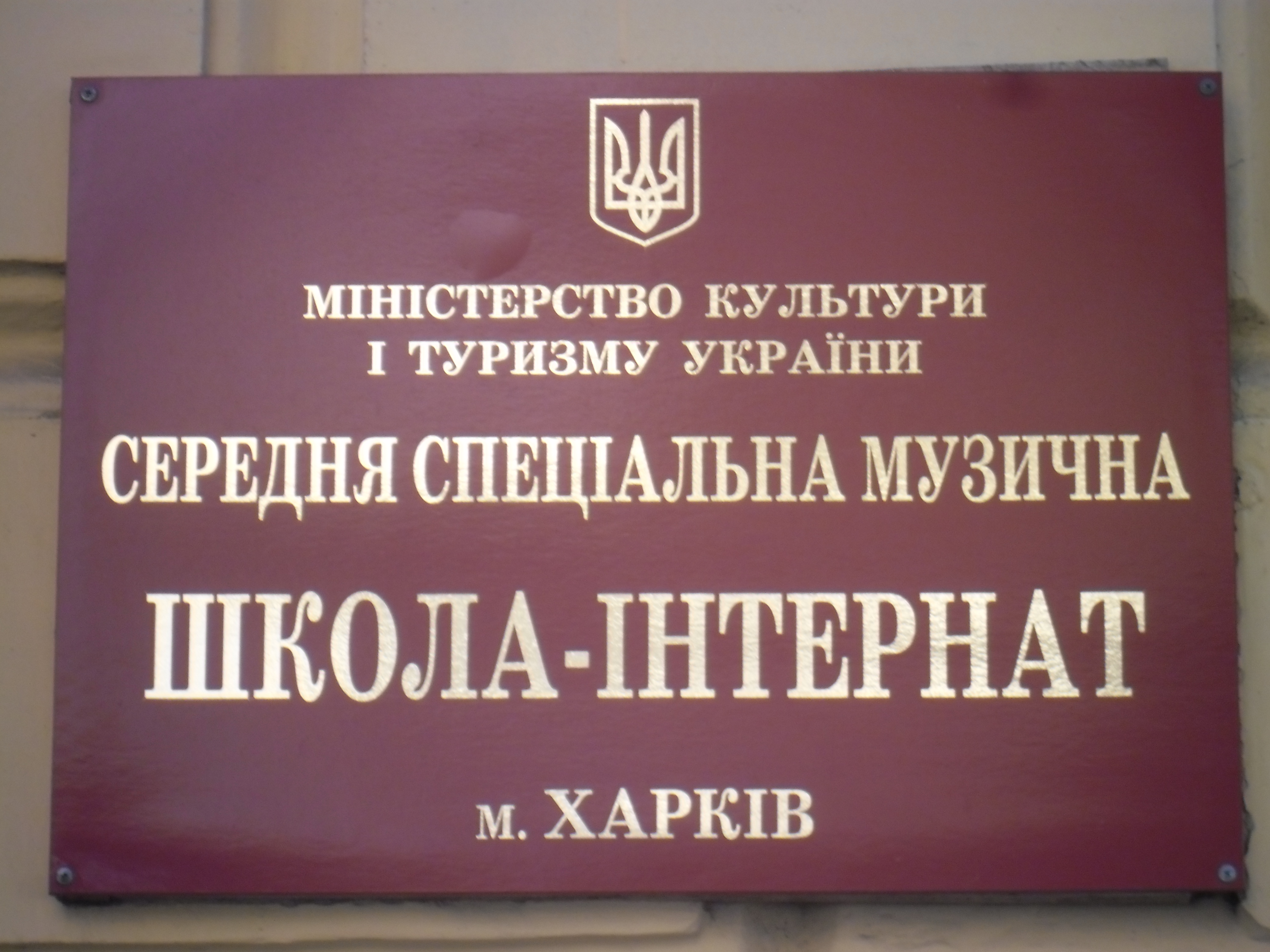

Харківський державний музичний ліцей (до 2021 року — Харківська середня спеціалізована музична школа-інтернат) утворений 1943 р. на базі Студії (Групи) для музично обдарованих дітей, що існувала з 1933 р. при Харківському музично-театральному інституті (згодом — при Харківській консерваторії).

## Передісторія
1933 — М. Ітігіна та М. Хазановський організували Групу (студію) для музично обдарованих дітей. Первісний склад — 58 дітей віком від 8 до 14 роквів: 33 піаніста, 16 скрипалів, 5 віолончелістів, 4 баяніста.
Серед педагогів були професори А. Л. Лунц, Н. Б. Ландесман, Л. Й. Фаненштіль, І. В. Добржинець, С. С. Богатирьов.
Серед випускників: Н. Гольдінгер, Е. Цукурова, Г. Бортновська, Л. Булгаков, І. Заславський, В. Міхелевич, І. Дудник, Ф. Бельман, Б. Юхт, Б. Яровинський.

## Історія школи

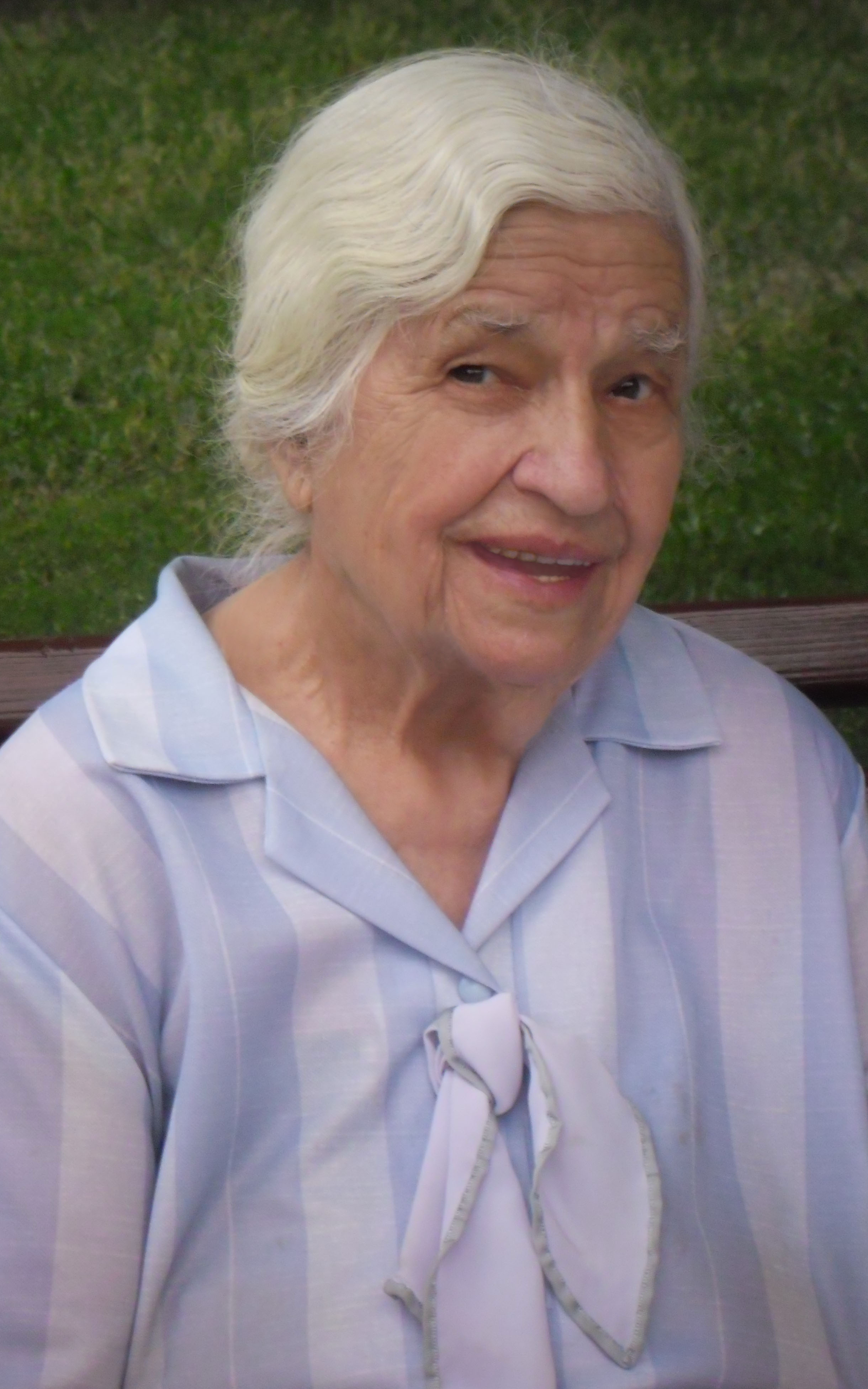
Л. Н. Іванюшенко (1920—2011)

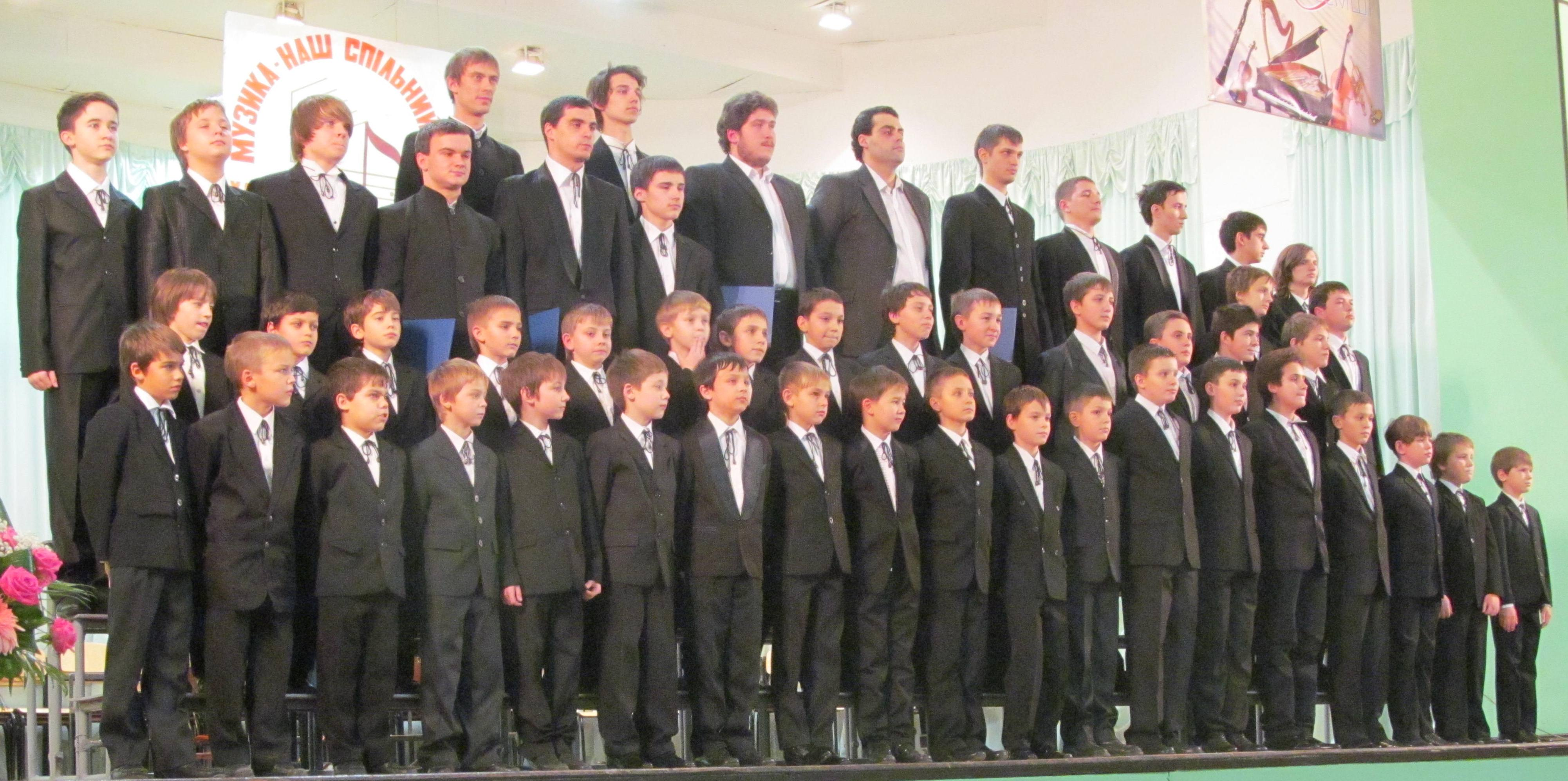
Хор хлопчиків (2013)

1943 — за ініціативою Комаренка офіційно створена Харківська музична десятирічка.

### Колективи

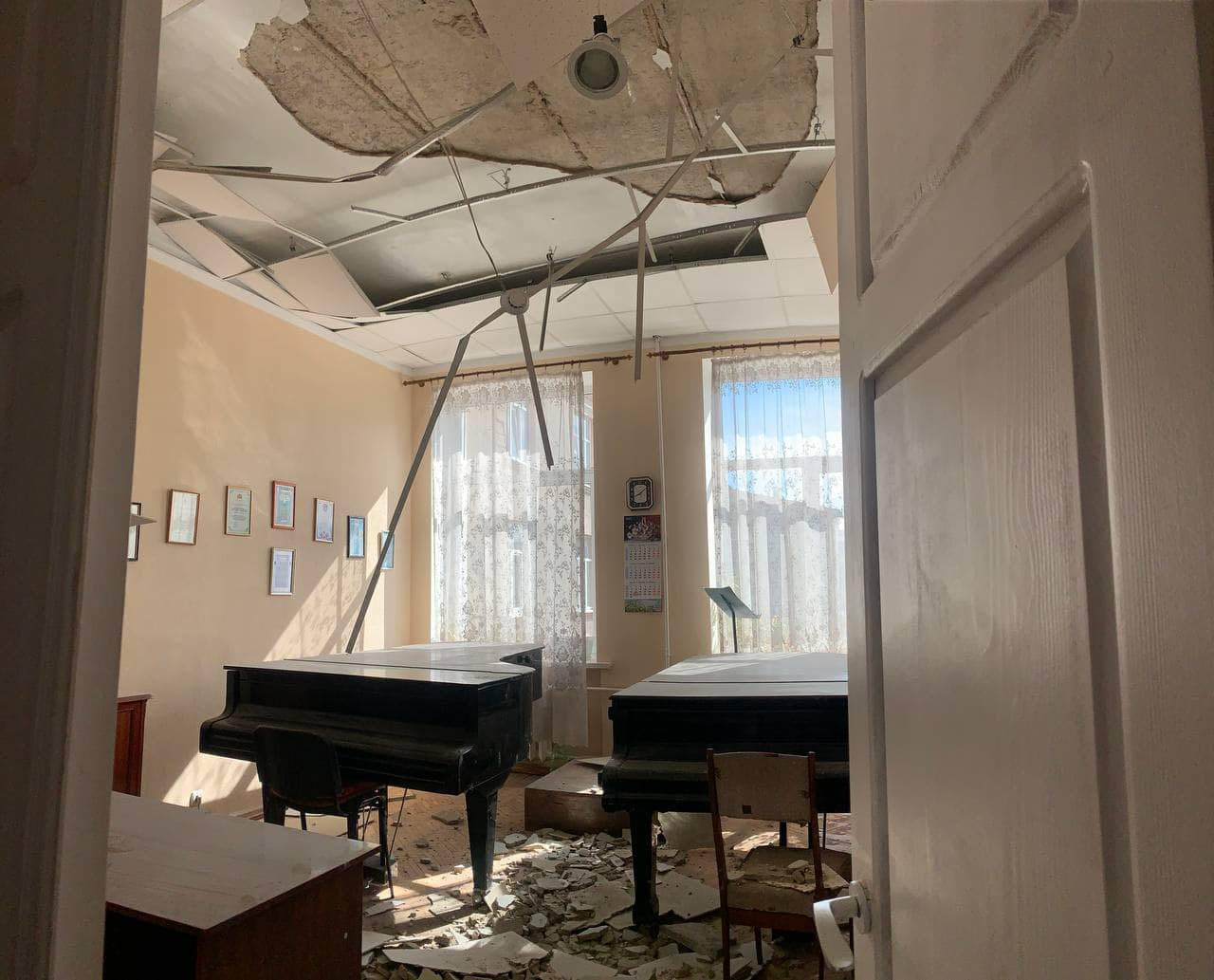
Після обстрілів Харкова (2022)

- Симфонічний оркестр. Очолювали: І. В. Добржинець, В. С. Міхелевич, І. Д. Сіротін, Ю. В. Сухін, Ю. В. Янко.
- Хор хлопчиків. Очолювали: М. І. Герасимчук, О. М. Кошман.
- Хор дівчат. Очолювали: Н. А. Грозенок.
- Духовий оркестр. Очолювали: В. А. Комаренко, В. Г. и Л. Г. Гриник, В. А. Чувараян, В. Н. Дворниченко
- Ансамбль скрипалів. Очолювали: А. Л. Козловичер, Л. А. Красько, Ю. Г. Подлєсний.

## Директори
- 1943—1948 — Комаренко Володимир Андрійович
- 1949—1961 — Карпова Людмила Олександрівна
- 1961—1984 — Соколов Анатолій Миколайович
- 1984—2021 — Алтухов Валерій Миколайович
- 2021—2023— Сенченкова Тамара Юріївна (в.о.)
- 2023—т.ч  - Оріщенко, Олег Володимирович

## Відомі педагоги
- Т. Б. Вєркіна
- А. Я. Гельрот
- Г. Л. Гельфгат
- М. І. Герасимчук
- Р. С. Горовиць
- І. М. Дубінін
- Л. Н. Іванюшенко
- А. Л. Козловичер
- А. А. Лещинський
- В. Л. Макаров
- Ю. Ф. Пактовська
- Б. О. Скловський
- Н. С. Тишко
- О. М. Філонова
- М. С. Хазановський

## Відомі вихованці
- Сергій Альбов
- Тетяна Вєркіна
- Аллін Власенко
- Григорій Ганзбург
- Тетяна Грінденко
- Леонід Десятников
- Левко Колодуб
- Володимир Крайнєв — піаніст
- Дмитро Лісс
- Антон Лубченко
- Віктор Макаров
- Ігор Наймарк
- О. Снегірьов
- Ніна Руденко — піаністка
- Сергій Скрипка — диригент
- Валентин Фейгін — віолончеліст
- Григорій Фейгін - скрипаль
- Марина Черкашина
- Ярослав Шемет (нар. 1996) — диригент і педагог
- Валентина Шукайло
- Людмила Шукайло
- Олександр Щетинський
- Юрій Янко
- I. Янсон